# Neal Rijkenberg
Neal Rijkenberg Rijkenberg (...) è un politico swati,  ministro delle finanze dell'eSwatini dal novembre 2018.
La sua famiglia si è trasferita dal Sudafrica allo Swaziland nel 1970. Rijkenberg in precedenza è stato CEO del produttore di legname Montigny Group dal 1997. Ha co-fondato Bulembu Ministries eSwatini. È stato anche direttore di Bulembu Ministries dal 2005 al 2018. Ha co-fondato Bulembu Ministries eSwatini. È stato anche direttore di Bulembu Ministries dal 2005 al 2018. Autodefinitosi sostenitore di un'economia di libero mercato, sostiene il taglio delle normative sul lavoro e sulla concorrenza. Nel febbraio 2020, ha ridotto l'aliquota dell'imposta sulle società del paese dal 27,5% al 12,5%.